# Vaejovidae
Famille
Les Vaejovidae sont une famille de scorpions.

## Distribution
Les espèces de cette famille se rencontrent dans le Sud du Canada, aux États-Unis, au Mexique et au Guatemala.

## Habitat
Les Vaejovidae sont trouvés dans presque chaque habitat, jusqu'en montagne à plus de 3 000 mètres, quelques espèces peuvent vivre sous la neige, cependant la plupart sont trouvés dans les habitats arides ou semi arides.

## Description
Beaucoup d'espèces de cette famille peuvent provoquer des piqûres très douloureuses, mais elles ne sont pas dangereuses pour l'Homme.

## Liste des genres
Selon The Scorpion Files (20/08/2020) :
- Balsateres González-Santillán & Prendini, 2013
- Catalinia Soleglad, Ayrey, Graham & Fet, 2017
- Chihuahuanus González-Santillán & Prendini, 2013
- Franckeus Soleglad & Fet, 2005
- Gertschius Graham & Soleglad, 2007
- Graemeloweus Soleglad, Fet, Graham & Ayrey, 2016
- Kochius Soleglad & Fet, 2008
- Konetontli González-Santillán & Prendini, 2013
- Kovarikia Soleglad, Fet & Graham, 2014
- Kuarapu Francke & Ponce-Saavedra, 2010
- Maaykuyak González-Santillán & Prendini, 2013
- Mesomexovis González-Santillán & Prendini, 2013
- Paravaejovis Williams, 1980
- Paruroctonus Werner, 1934
- Pseudouroctonus Stahnke, 1974
- Serradigitus Stahnke, 1974
- Smeringurus Haradon, 1983
- Stahnkeus Soleglad & Fet, 2006
- Syntropis Kraepelin, 1900
- Thorellius Soleglad & Fet, 2008
- Uroctonites Williams & Savary, 1991
- Vaejovis C.L. Koch, 1836
- Vejovoidus Stahnke, 1974
- Vizcaino González-Santillán & Prendini, 2013
- Wernerius Soleglad & Fet, 2008

## Systématique et taxinomie
Soleglad et Fet en 2008 répartissent les genres en trois sous-familles : les Smeringurinae (Paravaejovis, Paruroctonus, Smeringurus et  Vejovoidus), les Syntropinae (Gertschius, Hoffmannius, Kochius, Serradigitus, Stahnkeus, Syntropis, Thorellius et Wernerius) et les Vaejovinae (Franckeus, Pseudouroctonus, Uroctonites et Vaejovis).
González-Santillán et Prendini en 2013 redéfinissent les Syntropinae (Balsateres, Chihuahuanus, Kochius, Konetontli, Kuarapu, Maaykuyak, Mesomexovis, Paravaejovis, Syntropis, Thorellius et Vizcaino).

## Publication originale
- Thorell, 1876 : « On the classification of Scorpions. » Annals and Magazine of Natural History, sér. 4, vol. 4, p. 1-15 (texte intégral).